# Chott Meriem
Chott Meriem ou Chott Meriam (arabe : شط مريم) est une ville du Sahel tunisien située en banlieue nord de Sousse.
Rattachée au gouvernorat de Sousse et à la délégation d'Akouda, la municipalité, créée en 2016 et divisée en deux arrondissements, Chott Meriem et El Fokaïa, est située au nord des villes de Sousse, de Hammam Sousse et au sud de Hergla. La station balnéaire de Port El-Kantaoui se trouve à proximité immédiate.
Connue pour sa plage, c'est une destination courue durant l'été, de nombreuses familles y louant des maisons au bord de la plage. Grâce aux conditions climatiques, Chott Meriem est également connue comme un centre agricole. On y trouve l'Institut supérieur agronomique de Chott Meriem (ar). Une station d'épuration expérimentale y est inaugurée le 7 juillet 2023.